# Huracán Danny (1997)
El huracán Danny fue el único huracán en tocar tierra en los Estados Unidos durante la temporada de huracanes en el Atlántico de 1997 el segundo huracán y cuarta tormenta tropical de esa temporada. El sistema se convirtió en la 5a. más temprana tormenta tropical o subtropical de las temporadas en el Atlántico cuando alcanzó el nivel de tormenta tropical  el 17 de julio, y mantuvo esta marca hasta el 2005 cuando el huracán Emily por varios días. Como las anteriores cuatro ciclones tropicales o  subtropicales de la temporada, Danny no tuvo un origen tropical, después de que una depresión engendró convección que entró a las aguas tibias del golfo de México. Danny tuvo una trayectoria extendida hacia el noreste a través del golfo de México, causado por sistemas de alta presión, una situación rara para mediados de julio.

## Historia de la tormenta

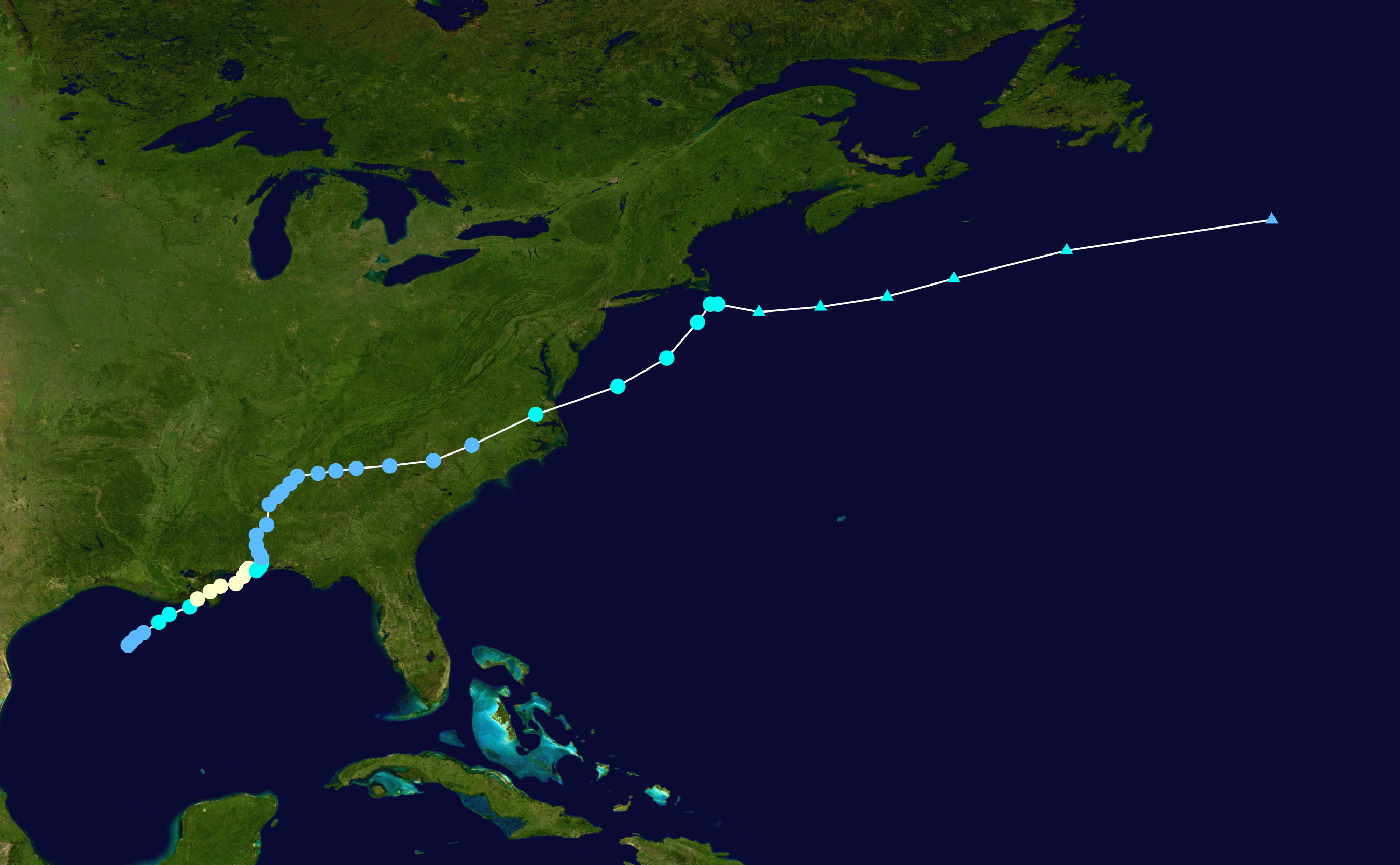
Trayectoria del huracán Danny, perteneciente a la temporada de huracanes en el Atlántico de 1997, siguiendo los colores de la escala de huracanes de Saffir-Simpson.